# 李宝荣
李宝荣（1958年12月—），男，陕西洛川人，中华人民共和国政治人物，曾任国务院副秘书长、国家机关事务管理局局长。

## 生平
1976年11月参加工作，1984年9月加入中国共产党，大学本科学历，工商管理硕士。原在陕西省人民政府工作，36岁转入中华全国供销合作总社，历任秘书、国际合作部副部长等职。1998年9月到国务院机关事务管理局（简称国管局）工作，历任人事司副司长、司长，财务管理司司长。2004年11月，任国管局党组成员兼财务管理司司长。2005年11月，任国管局党组成员兼机关党委书记。2007年2月，任国管局副局长、党组成员兼机关党委书记。2011年5月，任国管局副局长、党组成员。2015年10月，任国家机关事务管理局局长、党组书记。2017年3月，任国务院机关党组成员兼国管局局长、党组书记。同年4月，任国务院副秘书长、机关党组成员，国管局局长、党组书记。他是中共十八大、十九大代表。2018年1月，当选第十三届全国政协委员。2022年6月，不再担任国务院副秘书长、国家机关事务管理局局长职务。